# サイコーキララ
サイコーキララ（欧字名:Saiko Kirara、1997年5月1日 - 2016年5月12日）は、日本の競走馬、繁殖牝馬。主な勝ち鞍に2000年の報知杯4歳牝馬特別。

## 競走馬時代
サイコーキララは、ビワハイジやファレノプシスといった名牝を送り出した浜田光正厩舎に入厩。1999年12月12日、阪神競馬場で行われた芝1200メートルの3歳新馬戦でデビュー。1番人気に支持され、浜田厩舎に所属している石山繁を背に、2着馬に1秒1の差をつけて1着となる。
明けて2000年1月15日、京都芝1400mの紅梅ステークスに出走。道中は3番手から4番手あたりにつけ、直線で追ってきたチアズグレイスを1馬身抑えて1着。2月5日には芝1600mのエルフィンステークスに出走し、再び対戦したチアズグレイスに3/4馬身差で勝利し、デビューから3連勝となった。
3月12日、阪神の芝1400m戦、4歳牝馬特別に出走。単勝1.4倍の1番人気に支持された。レースでは折り合って3番手あたりにつけ、直線に入って楽に抜け出し、同じように前につけたシルクプリマドンナに1馬身3/4の差をつけ、無敗の4連勝を飾った。鞍上の石山は2年前、同じように無敗の4連勝を狙っていたファレノプシスでチューリップ賞に挑んだが、スタートで出遅れるミスをして4着に敗れ、以後乗り替りを余儀なくされた。その苦い経験を払拭しての重賞初勝利であった。
4月10日、第60回桜花賞に出走。無敗の4連勝という成績から、単勝1.8倍の圧倒的1番人気に支持された。しかし、スタートでやや出負けして、道中は予定より後方の中団外めを追走。4コーナーを回って直線でスパートするがいつものように伸びず、1着のチアズグレイスから約2馬身差の4着となり、連勝は途切れてしまった。
5月21日、第61回優駿牝馬（オークス）に出走。前走で敗北したことや、父リンドシェーバーという血統で距離が不安視されたことなどから、3番人気であった。レースは逃げたレディミューズが1000メートル通過63秒5の超スローペースで逃げる展開。サイコーキララは3番手あたりにつけて折り合いに専念。しかし直線でインを突いたが伸びず、シルクプリマドンナの6着に終わった。レース中に右前脚を落鉄していたという。秋はローズステークスから復帰する予定だったが、右前脚に屈腱炎を発症し回避、放牧に出された。
2001年8月12日、前走から約1年3ヶ月ぶりに札幌のクイーンステークスに出走。しかしまったくいいところがなく、結果は11頭立ての11着であった。その後栗東に帰厩したものの、右前脚の状態が悪化したため現役を引退した。

## 競走成績
以下の内容は、netkeiba.comおよびJBISサーチに基づく。
| 年月日 | 年月日 | 年月日 | 競馬場 | 競走名            | 格   | 頭数 | 枠番 | 馬番 | オッズ | 人気 | 着順 | 騎手   | 斤量 | 距離（馬場）  | タイム（上り3F） | 着差 | 勝ち馬（2着馬）        |
| 1999   | 12     | 12     | 阪神   | 3歳新馬           |      | 13   | 8    | 12   | 2.4    | 1    | 1着  | 石山繁 | 53   | 芝1200m（良） | 1.10.5 (35.6)    | 1.1  | （ハツノブライアン）   |
| 2000   | 1      | 15     | 京都   | 紅梅S             | OP   | 15   | 1    | 1    | 5.1    | 4    | 1着  | 石山繁 | 53   | 芝1400m（良） | 1.22.1 (35.7)    | 0.2  | （チアズグレイス）     |
|        | 2      | 5      | 京都   | エルフィンS       | OP   | 14   | 8    | 13   | 1.7    | 1    | 1着  | 石山繁 | 54   | 芝1600m（良） | 1.35.6 (35.2)    | 0.1  | （チアズグレイス）     |
|        | 3      | 12     | 阪神   | 報知杯4歳牝馬特別 | GII  | 16   | 7    | 14   | 1.4    | 1    | 1着  | 石山繁 | 54   | 芝1400m（良） | 1.23.0 (35.7)    | 0.3  | （シルクプリマドンナ） |
|        | 4      | 9      | 阪神   | 桜花賞            | GI   | 18   | 7    | 13   | 1.8    | 1    | 4着  | 石山繁 | 55   | 芝1600m（良） | 1.35.2 (36.4)    | 0.3  | チアズグレイス         |
|        | 5      | 21     | 東京   | 優駿牝馬          | GI   | 18   | 1    | 1    | 6.9    | 4    | 6着  | 石山繁 | 55   | 芝2400m（稍） | 2.30.7 (35.5)    | 0.5  | シルクプリマドンナ     |
| 2001   | 8      | 12     | 札幌   | クイーンS         | GIII | 11   | 2    | 2    | 31.7   | 9    | 11着 | 石山繁 | 55   | 芝1800m（良） | 1.49.9 (37.6)    | 2.5  | ヤマカツスズラン       |

## 引退後
引退後は繁殖牝馬となった。2016年5月12日に死亡した。
2003年に生まれた初仔アグネスヨジゲン（父アグネスタキオン）がJRAで4勝を挙げている。
|        | 馬名               | 誕生年 | 毛色 | 父     | 性                 | 厩舎                                           | 馬主                               | 戦績            |
| ------ | ------------------ | ------ | ---- | ------ | ------------------ | ---------------------------------------------- | ---------------------------------- | --------------- |
| 初仔   | アグネスヨジゲン   | 2003年 | 牡   | 鹿毛   | アグネスタキオン   | 栗東・村山明                                   | 渡辺孝男                           | 71戦4勝（引退） |
| 2番仔  | ダノンハンセン     | 2005年 | 騸   | 鹿毛   | ボストンハーバー   | 栗東・森秀行 →園田・森澤友貴                   | （株）ダノックス                   | 17戦2勝（引退） |
| 3番仔  | キララチュール     | 2006年 | 牝   | 青鹿毛 | タイキシャトル     | 栗東・西浦勝一                                 | （有）高昭牧場                     | 20戦1勝（繁殖） |
| 4番仔  | メイショウフント   | 2007年 | 牝   | 栗毛   | アルカセット       | 栗東・飯田明弘                                 | 松本和子                           | 6戦0勝（繁殖）  |
| 5番仔  | フミノキララ       | 2008年 | 牡   | 鹿毛   | キングヘイロー     | 栗東・西浦勝一                                 | 谷二                               | 14戦1勝（引退） |
| 6番仔  | キラキラムーン     | 2009年 | 牝   | 鹿毛   | アドマイヤムーン   | 栗東・荒川義之 →西脇・山口浩幸 →高知・田中伸一 | （有）高昭牧場 →上山泰憲 →新井利彦 | 63戦5勝（引退） |
| 7番仔  | サイコーロブロイ   | 2011年 | 牝   | 栗毛   | ゼンノロブロイ     | 栗東・高橋亮                                   | （有）高昭牧場                     | 2戦0勝（引退）  |
| 8番仔  | ルスナイパンドラ   | 2012年 | 牝   | 青鹿毛 | ディープスカイ     | 美浦・奥平雅士 →金沢・鋤田誠二                 | 高田博 →吉山藤雄                   | 7戦0勝（引退）  |
| 9番仔  | マルケイエース     | 2013年 | 牡   | 栗毛   | アドマイヤムーン   | 水沢・三野宮通                                 | 熊谷清則                           | 60戦4勝（引退） |
| 10番仔 | メイショウバンカラ | 2014年 | 牡   | 鹿毛   | エンパイアメーカー | 栗東・飯田祐史                                 | 松本和子                           | 25戦1勝（引退） |
| 11番仔 | ワンダーハスラット | 2015年 | 騸   | 鹿毛   | ネオユニヴァース   | 栗東・河内洋 →園田・田中範雄 →園田・茂崎正善   | 山本信行 →山本能成                 | 47戦2勝（引退） |

## 血統表
| サイコーキララの血統           | サイコーキララの血統                                     | サイコーキララの血統                    | （血統表の出典）                        | （血統表の出典） |
| 父系                           | レイズアネイティヴ系                                     | レイズアネイティヴ系                    | レイズアネイティヴ系                    | [ § 2 ]          |
| 父 *リンドシェーバー 1988 鹿毛 | 父の父Alydar 1975 栗毛                                   | Raise a Native                          | Native Dancer                           | Native Dancer    |
| 父 *リンドシェーバー 1988 鹿毛 | 父の父Alydar 1975 栗毛                                   | Raise a Native                          | Raise You                               |                  |
| 父 *リンドシェーバー 1988 鹿毛 | 父の父Alydar 1975 栗毛                                   | Sweet Tooth                             | On-and-On                               | On-and-On        |
| 父 *リンドシェーバー 1988 鹿毛 | 父の父Alydar 1975 栗毛                                   | Sweet Tooth                             | Plum Cake                               |                  |
| 父 *リンドシェーバー 1988 鹿毛 | 父の母*ベーシィド Bersid 1978 青鹿毛                     | Cool Moon                               | Nearctic                                | Nearctic         |
| 父 *リンドシェーバー 1988 鹿毛 | 父の母*ベーシィド Bersid 1978 青鹿毛                     | Cool Moon                               | Mamounia                                |                  |
| 父 *リンドシェーバー 1988 鹿毛 | 父の母*ベーシィド Bersid 1978 青鹿毛                     | Polondra                                | Dount King                              | Dount King       |
| 父 *リンドシェーバー 1988 鹿毛 | 父の母*ベーシィド Bersid 1978 青鹿毛                     | Polondra                                | Alondra                                 |                  |
| 母 サイコーロマン 1982 栃栗毛  | 母の父*モーニングフローリック Morning Frolic 1975 栃栗毛 | Grey Dawn                               | Herbager                                | Herbager         |
| 母 サイコーロマン 1982 栃栗毛  | 母の父*モーニングフローリック Morning Frolic 1975 栃栗毛 | Grey Dawn                               | Polamia                                 |                  |
| 母 サイコーロマン 1982 栃栗毛  | 母の父*モーニングフローリック Morning Frolic 1975 栃栗毛 | Timely Affair                           | Bold Hour                               | Bold Hour        |
| 母 サイコーロマン 1982 栃栗毛  | 母の父*モーニングフローリック Morning Frolic 1975 栃栗毛 | Timely Affair                           | Friendly Relations                      |                  |
| 母 サイコーロマン 1982 栃栗毛  | 母の母サイコーハッピー 1973 栗毛                         | *セントクレスピン                       | Aureole                                 | Aureole          |
| 母 サイコーロマン 1982 栃栗毛  | 母の母サイコーハッピー 1973 栗毛                         | *セントクレスピン                       | Neocracy                                |                  |
| 母 サイコーロマン 1982 栃栗毛  | 母の母サイコーハッピー 1973 栗毛                         | サイビレデイ                            | *アポッスル                             | *アポッスル      |
| 母 サイコーロマン 1982 栃栗毛  | 母の母サイコーハッピー 1973 栗毛                         | サイビレデイ                            | *ワラバ                                 |                  |
| 母系(F-No.)                    | (FN:16-a)                                                | (FN:16-a)                               | (FN:16-a)                               | [ § 3 ]          |
| 5代内の近親交配                | Nearctic 4×5 = 9.38% Nearco 5×5 = 6.25%                  | Nearctic 4×5 = 9.38% Nearco 5×5 = 6.25% | Nearctic 4×5 = 9.38% Nearco 5×5 = 6.25% | [ § 4 ]          |
| 出典                           | 1. 2. 3. 4.                                              | 1. 2. 3. 4.                             | 1. 2. 3. 4.                             | 1. 2. 3. 4.      |